# Cascajares de la Sierra
Cascajares de la Sierra é um município da Espanha na província de Burgos, comunidade autónoma de Castela e Leão, de área 6,809 km² com população de 31 habitantes (2007) e densidade populacional de 4,23 hab/km².

## Demografia
| Variação demográfica do município entre 1991 e 2004 | Variação demográfica do município entre 1991 e 2004 | Variação demográfica do município entre 1991 e 2004 | Variação demográfica do município entre 1991 e 2004 |
| --------------------------------------------------- | --------------------------------------------------- | --------------------------------------------------- | --------------------------------------------------- |
| 1991                                                | 1996                                                | 2001                                                | 2004                                                |
| 17                                                  | 25                                                  | 27                                                  | 29                                                  |